# Долгопят диана
Долгопят диана (лат. Tarsius dentatus) — вид приматов семейства долгопятовые. Ночное животное, эндемик центрального Сулавеси, Индонезия. Длина тела составляет 11,5—12 см, длина хвоста в среднем 22 см. Обитает в тропических дождевых лесах. Ранее был известен под видовым эпитетом Tarsius dianae, сейчас это считается синонимом Tarsius dentatus.
Встречается в первичных и вторичных лесах, а также в мангровых зарослях. Активен преимущественно ночью. Образует небольшие группы от двух до семи особей. Хорошо лазает по деревьям и прыгает. В рационе исключительно животная пища, в основном насекомые и мелкие позвоночные.